# Antony Silva
Antony Domingo Silva Cano (Asunción, 1984. február 27. –), leggyakrabban Antony Silva vagy hibásan Anthony Silva, paraguayi labdarúgó, a kolumbiai Independiente Medellín kapusa. Rendelkezik olasz állampolgársággal is.